# Lethrinus enigmaticus
Lethrinus enigmaticus és una espècie de peix pertanyent a la família dels letrínids.

## Descripció
- Pot arribar a fer 55 cm de llargària màxima (normalment, en fa 32,5).
- 10 espines i 9 radis tous a l'aleta dorsal i 3 espines i 8 radis tous a l'anal.
- El cap és de color gris i la resta del cos bronze groguenc o gris, més clar a la zona ventral.
- Les aletes són pàl·lides, groguenques o de color bronze.[4][5]

## Alimentació
Menja principalment equinoderms, crustacis i peixos, i, en menor grau, mol·luscs.

## Hàbitat
És un peix marí, associat als esculls i de clima tropical (3°S-9°S) que viu fins als 50 m de fondària.

## Distribució geogràfica
Es troba a l'Índic occidental: les illes Seychelles.

## Ús comercial
Es comercialitza fresc.

## Observacions
És inofensiu per als humans.